# Taboga (Panama)
Taboga è un comune (corregimiento) della Repubblica di Panama situato nel distretto di Taboga, provincia di Panama, di cui è capoluogo. Si estende su una superficie di 8,5 km² e conta una popolazione di 731 abitanti (censimento 2010).